# Deluxe (programa de televisió)
Deluxe va ser un programa de televisió dedicat a la crònica social que produïa La Fábrica de la Tele per a Telecinco. El format, presentat per Jorge Javier Vázquez (María Patiño en la seva substitució), es va estrenar el 7 d'agost de 2009 sota la denominació de Sálvame Deluxe.
Des de 2017 fins al seu final, produït el 14 de juliol de 2023, l'espai va anar alternant la seva emissió entre les nits dels divendres, els dissabtes o els diumenges, per la qual cosa al seu nom s'afegia el dia de la setmana en què es transmetia. D'aquesta manera, Viernes Deluxe, Sábado Deluxe o Domingo Deluxe van ser les seves denominacions.

## Història
Sálvame, sobrenomenat pels integrants del mateix com a «golfo», es va estrenar com a espai setmanal el dijous 19 de març de 2009 en el late night de Telecinco, després de la primera gala de Supervivientes 2009, el qual va comptar en la seva primera emissió amb Rosa Benito, Kiko Hernández, Belén Esteban, Jimmy Giménez-Arnau, Karmele Marchante i Nuria Bermúdez com a col·laboradors comandats per Jorge Javier Vázquez. El programa, que va obtenir en la seva estrena un 25,8% de quota i gairebé un milió de seguidors (977.000), va néixer amb la fi de comentar en clau d'humor l'edició del reality xou d'aventures. No obstant això, el contingut formal del programa va acabar sent desplaçat per les baralles que protagonitzaven els participants. A causa de l'èxit del programa, la cadena va decidir emetre'l de dilluns a divendres sota el nom de Sálvame Diario, en la franja horària de sobretaula i amb un contingut menys centrat en les polèmiques baralles.
Tant el final de l'edició de Supervivientes, com l'escassa audiència del concurs El topo, que el va substituir, van propiciar el descens de l'audiència del programa nocturn, per la qual cosa la cadena el va canviar per un nou espai de la mà de Jorge Javier Vàzquez anomenat Sálvame Deluxe, estrenat el divendres 7 d'agost de 2009 en horari de prime time, amb Pipi Estrada, Marc Ostarčević i Cristina «La Veneno» com a convidats i amb col·laboradors de l'espai diari com Kiko Hernández, Lydia Lozano o Mila Ximénez. Ràpidament, el programa es va convertir en un dels de majors audiències, aconseguint el primer lloc en diverses de les seves emissions.
El 2010, Telecinco va confiar al programa un especial gravat titulat La última cena, que va ser emès el 31 de desembre del 2010 com a programa especial de Nit de cap d'any abans de les tradicionals campanades de cap d'any. En ell apareixien els col·laboradors sopant al costat del presentador en una taula al centre del plató, mentre feien balanç de la temporada i desitjaven un feliç any 2011 als espectadors.
El 18 de maig de 2012, el programa va canviar tant els seus grafismes com la capçalera i el logotip, destacant principalment el terme Deluxe sobre la paraula Sálvame. Setmanes després, tant el format diari com el setmanal van modificar el seu plató. Amb aquests canvis i a causa també del final de La noria, s'hi van incorporar noves seccions com una taula de debat, entrevistes i monogràfics, a més de nous fitxatges com el d'Adriana Abenia per a conduir la secció de les opinions del públic en les xarxes socials. Aquestes seccions van estar presents al programa fins a l'estiu de 2012.
L'11 de setembre de 2015, el programa va estrenar capçalera, rètols i títols. En ells, apareixia una ciutat de nit mostrant gent que desenvolupava la seva vida quotidiana, apareixent finalment el terme Deluxe il·luminat per la lluna en la qual apareixia dibuixat un cor. D'aquesta manera, es va reduir la marca Sálvame dels grafismes.
L'11 de març de 2017, després de gairebé 8 anys en la nit dels divendres, a causa de la pèrdua d'audiència propiciada per la seva competència, el talk xou va canviar el seu nom pel de Sábado Deluxe i es va traslladar a la nit dels dissabtes. Sense deixar de costat el periodisme del cor que l'havia caracteritzat al llarg de la seva existència, va començar a incorporar contingut informatiu i d'actualitat més general. Així i tot, després de l'estiu, va recuperar l'estil de continguts que acostumava a oferir quan s'emetia els divendres. Cal destacar que, durant el mes d'agost, David Aleman va presentar el programa al costat de María Patiño.
Respecte als col·laboradors, el programa sempre va comptar amb un nucli dur, és a dir, els que eren fixos setmana rere setmana. Podem dividir el programa en tres grans etapes: la primera d'elles, entre 2009 i 2012, en la qual els fixos cada divendres eren Belén Esteban, Kiko Hernández, Karmele Marchante, Lydia Lozano, Mila Ximénez i Rosa Benito, amb les incorporacions el 2010 de Kiko Matamoros com a col·laborador, de Terelu Campos com a presentadora en absència de Jorge Javier Vázquez, i amb les col·laboracions secundàries de Raquel Bollo, Luis Rollán o Jimmy Giménez-Arnau; la segona etapa comprèn entre 2012 i 2017, moment que es considera la maduresa del format, la qual es caracteritza per l'arribada dels col·laboradors del desaparegut DEC, competència directa del programa en Antena 3. Durant aquells cinc anys, els col·laboradors habituals van ser els veterans Kiko Hernández, Lydia Lozano, Mila Ximénez i Kiko Matamoros, i la nouvinguda María Patiño. A més d'ells, Karmele Marchante, Rosa Benito i Raquel Bollo van continuar acudint, però a poc a poc van deixar de fer-ho, encara que es van mantenir Belén Esteban i Jimmy Giménez-Arnau, i s'hi van incorporar Chelo García-Cortés, Gema López, Belén Rodríguez i Miguel Temprano; i, finalment, amb el canvi de dia dels divendres als dissabtes al març de 2017, el Deluxe va acomiadar a gran part dels col·laboradors veterans i hi va incorporar a periodistes polítics, però el canvi va durar tan sols fins a l'estiu, ja que no va acabar de funcionar. Així doncs, els col·laboradors de sempre hi van tornar, de manera que els principals en aquests últims anys van ser Lydia Lozano, María Patiño, Gema López, Belén Rodríguez i Diego Arrabal, amb Belén Esteban, Chelo García-Cortés, Jimmy Giménez-Arnau, Víctor Sandoval i Antonio Rossi, entre d'altres. Amb aquell transvasament van desaparèixer, per diferents motius, tres pilars fonamentals com havien estat Kiko Hernández, Mila Ximénez i Kiko Matamoros, encara que els dos últims hi van tornar amb el temps i el primer també ho va fer, encara que de manera molt puntual.
A la fi de l'abril de 2022, amb motiu de la baixa audiència del programa, el format va decidir fer un canvi en la direcció i va moure la seva directora fins al moment, Patricia González, a Sálvame, lloc que ja havia ocupat entre els anys 2016 i 2017. A més, va incorporar puntualment en la direcció a Alberto Díaz fins a l'arribada de Miguel Rodríguez, últim director del programa.
El 5 de maig de 2023, es va anunciar que Sálvame finalitzaria el seu recorregut en les tardes de Telecinco el 23 de juny del mateix any, fet que va afectar l'emissió dels seus espais derivats. Així i tot, a pesar que aquell dia també estava previst que el Deluxe emetés el seu últim programa, Mediaset va decidir allargar tres setmanes més el format per ajustos de programació. Aquest últim episodi, presentat per María Patiño i Terelu Campos, va comptar amb Mercedes Milá, Conchita Pérez (la poligrafista del programa) i Leticia Sabater com a convidades, mentre que Kiko Matamoros, Kiko Hernández, Chelo García-Cortés, Carmen Borrego, Jimmy Giménez-Arnau i Víctor Sandoval es van sotmetre a l'últim polígraf múltiple, tot això mentre els operaris desmuntaven el decorat d'un plató que ja solament conservava dues pantalles grans i les graderies. Altres col·laboradors que van formar part d'aquesta entrega van ser Marta López, Miguel Frigenti, José Antonio Avilés, Pilar Vidal i Antonio Montero. D'aquesta manera, el final del Deluxe, produït el 14 de juliol de 2023, va suposar també el final de l'univers Sálvame. Així i tot, una setmana després del seu final, el divendres 21 de juliol, Telecinco va emetre un especial anomenat Lo más Deluxe per tal de recordar els millors moments del format amb la finalitat d'evitar enfrontar l'estrena del programa substitut amb la final de Tu cara me suena. Posteriorment, l'espai setmanal va ser reemplaçat per La última noche, un format de Cuarzo Producciones presentat per Sandra Barneda, el qual barrejaria assumptes seriosos i al caient de l'actualitat amb uns altres més relacionats amb la crònica social i l'entreteniment.

## Format
El Deluxe era un programa de crònica social. El format central consistia en entrevistes a personatges cèlebres, generalment del món de l'espectacle. Així mateix, hi havia ocasions en què s'emprava un polígraf al qual se sotmetien els convidats i els col·laboradors per a esbrinar si els seus testimoniatges eren verídics o si mentien.

## Emissió
Estrenat el 7 d'agost de 2009 sota la denominació de Sálvame Deluxe, el format presentat per Jorge Javier Vázquez (María Patiño en la seva substitució) es va situar en el prime time i late night dels divendres, de 22:00 a 02:30.
El 2014, el programa va començar a incloure una sèrie d'especials temàtics els dissabtes. Cada setmana, en aquesta emissió es retransmitien els millors moments i vídeos de programes anteriors. Es van emetre tres especials en directe: el dissabte 30 d'agost, el dimarts 2 de setembre, coincidint amb el retorn de Jorge Javier Vázquez, i el dimecres 10 de setembre. Aquest últim va ser un especial sobre el Camí de Sant Jaume, protagonitzat per Rosa Benito.
El 28 de juliol de 2015, es va anunciar que el format duplicaria la seva emissió després de la cancel·lació del programa Un tiempo nuevo, de manera que es va emetre tant els divendres com els dissabtes durant el mes d'agost. Després del seu bon acolliment, aquesta pràctica es va repetir a l'estiu de 2016, encara que aquesta vegada va passar a transmetre's els dijous i els divendres. Des de llavors fins al 3 de març de 2017, el programa es va emetre en la nit dels divendres, i des de l'11 de març de 2017 va passar a emetre's en la nit dels dissabtes amb el nom de Sábado Deluxe.
El 10 de gener de 2021, a causa de la borrasca Filomena, Mediaset España va fer un moviment de graella inèdit: l'emissió de Sábado Deluxe en diumenge. Des de llavors, el format de La Fábrica de la Tele es va emetre setmanalment els dissabtes i diumenges, amb Jorge Javier Vázquez i María Patiño (com a substituta), fins a principis del mes de març.
El 21 i 22 de maig de 2021, es va duplicar l'emissió del programa, de manera que va començar a transmetre's divendres i dissabte, i des del 28 de maig de 2021, el programa va tornar a emetre's solament en la nit dels divendres, quatre anys després, sota el nom de Viernes Deluxe. De manera excepcional per l'emissió de la final de Supervivientes 2021, el 25 de juliol de 2021 va tornar a la nit del diumenge. Amb el començament de la temporada 2021-2022, l'espai es va tornar a emetre els dissabtes des de l'11 de setembre. Igualment, des del 25 de febrer fins al 29 d'abril de 2022, des del 17 de juny fins al 4 de novembre de 2022 i des del 20 de gener fins al 14 de juliol de 2023, el programa va tornar a la nit dels divendres com a Viernes Deluxe. Entremig, és a dir, entre el 6 de maig i l'11 de juny de 2022, i des del 12 de novembre de 2022 fins al 14 de gener de 2023, es va emetre de nou en la nit dels dissabtes sota el nom de Sábado Deluxe. Així, el programa afegia el dia de la setmana al seu nom depenent del dia en què s'emetia.

## Equip
- Producció: La Fábrica de la Tele
- Direcció i coordinació:
  - David Valldeperas (2009-2013 / 2021)
  - Carlota Corredera (2010-2014)
  - Alberto Díaz (2010-2017 / 2022)
  - Isaac Pulido (2017-2018)
  - Miquel Rodríguez (2017-2018 / 2022-2023)
  - Patricia González (2017-2022)

### Presentadors
| Presentadors         | Informació              | Anys | Anys | Anys | Anys | Anys | Anys | Anys | Anys | Anys | Anys | Anys | Anys | Anys | Anys | Anys |
| Presentadors         | Informació              | 2009 | 2010 | 2011 | 2012 | 2013 | 2014 | 2015 | 2016 | 2017 | 2018 | 2019 | 2020 | 2021 | 2022 | 2023 |
| -------------------- | ----------------------- | ---- | ---- | ---- | ---- | ---- | ---- | ---- | ---- | ---- | ---- | ---- | ---- | ---- | ---- | ---- |
| Jorge Javier Vázquez | Presentador titular     |      |      |      |      |      |      |      |      |      |      |      |      |      |      |      |
| María Patiño         | Presentadora substituta |      |      |      |      |      |      |      |      |      |      |      |      |      |      |      |
| Terelu Campos        | Presentadora substituta |      |      |      |      |      |      |      |      |      |      |      |      |      |      |      |
| David Aleman         | Presentador             |      |      |      |      |      |      |      |      |      |      |      |      |      |      |      |

1. ↑  Kiko Hernández, Núria Marín, José Antonio León i Omar Súarez van ser presentadors substituts puntuals quan algun dels presentadors no podia acudir o s'absentava del programa.
2. ↑  A l'agost de 2017, David Aleman i María Patiño van presentar el programa a duo durant el període vacacional de Jorge Javier.

### Col·laboradors
A continuació, figura una llista dels col·laboradors més rellevants que van participar amb més assiduïtat al Deluxe, des de la seva estrena el 2009 fins al seu final el 2023:
| Col·laboradors         | Informació                               | Anys | Anys | Anys | Anys | Anys | Anys | Anys | Anys | Anys | Anys | Anys | Anys | Anys | Anys | Anys |
| Col·laboradors         | Informació                               | 2009 | 2010 | 2011 | 2012 | 2013 | 2014 | 2015 | 2016 | 2017 | 2018 | 2019 | 2020 | 2021 | 2022 | 2023 |
| ---------------------- | ---------------------------------------- | ---- | ---- | ---- | ---- | ---- | ---- | ---- | ---- | ---- | ---- | ---- | ---- | ---- | ---- | ---- |
| Karmele Marchante      | Periodista                               |      |      |      |      |      |      |      |      |      |      |      |      |      |      |      |
| Rosa Benito            | Cunyada de Rocío Jurado                  |      |      |      |      |      |      |      |      |      |      |      |      |      |      |      |
| Raquel Bollo           | Col·laboradora i empresària              |      |      |      |      |      |      |      |      |      |      |      |      |      |      |      |
| Kiko Hernández         | Concursant de Gran Hermano 3             |      |      |      |      |      |      |      |      |      |      |      |      |      |      |      |
| Mila Ximénez           | Col·laboradora                           |      |      |      |      |      |      |      |      |      |      |      |      |      |      |      |
| Belén Esteban          | Exparella de Jesulín de Ubrique          |      |      |      |      |      |      |      |      |      |      |      |      |      |      |      |
| Lydia Lozano           | Periodista                               |      |      |      |      |      |      |      |      |      |      |      |      |      |      |      |
| Jimmy Giménez-Arnau    | Periodista i escriptor                   |      |      |      |      |      |      |      |      |      |      |      |      |      |      |      |
| Pepe Calabuig          | Periodista                               |      |      |      |      |      |      |      |      |      |      |      |      |      |      |      |
| Luis Rollán            | Periodista                               |      |      |      |      |      |      |      |      |      |      |      |      |      |      |      |
| Tamara Gorro           | Extronista de MyHyV                      |      |      |      |      |      |      |      |      |      |      |      |      |      |      |      |
| Kiko Matamoros         | Representant de famosos                  |      |      |      |      |      |      |      |      |      |      |      |      |      |      |      |
| Víctor Sandoval        | Presentador                              |      |      |      |      |      |      |      |      |      |      |      |      |      |      |      |
| Chelo García-Cortés    | Periodista                               |      |      |      |      |      |      |      |      |      |      |      |      |      |      |      |
| Paloma Zorrilla        | Abogada                                  |      |      |      |      |      |      |      |      |      |      |      |      |      |      |      |
| Marta López            | Concursant de Gran Hermano 2             |      |      |      |      |      |      |      |      |      |      |      |      |      |      |      |
| Gema López             | Periodista                               |      |      |      |      |      |      |      |      |      |      |      |      |      |      |      |
| María Patiño           | Periodista                               |      |      |      |      |      |      |      |      |      |      |      |      |      |      |      |
| Jesús Mariñas          | Periodista                               |      |      |      |      |      |      |      |      |      |      |      |      |      |      |      |
| Irene López Assor      | Psicòloga                                |      |      |      |      |      |      |      |      |      |      |      |      |      |      |      |
| Marisa Martín Blázquez | Periodista                               |      |      |      |      |      |      |      |      |      |      |      |      |      |      |      |
| Miguel Temprano        | Periodista i paparazzi                   |      |      |      |      |      |      |      |      |      |      |      |      |      |      |      |
| Jesús Manuel Ruiz      | Periodista                               |      |      |      |      |      |      |      |      |      |      |      |      |      |      |      |
| Antonio Rossi          | Periodista                               |      |      |      |      |      |      |      |      |      |      |      |      |      |      |      |
| Kike Calleja           | Periodista i reporter                    |      |      |      |      |      |      |      |      |      |      |      |      |      |      |      |
| Paloma García-Pelayo   | Periodista                               |      |      |      |      |      |      |      |      |      |      |      |      |      |      |      |
| Nagore Robles          | Concursant de Gran Hermano 11            |      |      |      |      |      |      |      |      |      |      |      |      |      |      |      |
| Raúl Prieto            | Periodista                               |      |      |      |      |      |      |      |      |      |      |      |      |      |      |      |
| Carlota Corredera      | Periodista                               |      |      |      |      |      |      |      |      |      |      |      |      |      |      |      |
| Belén Rodríguez        | Periodista                               |      |      |      |      |      |      |      |      |      |      |      |      |      |      |      |
| Alba Carrillo          | Model                                    |      |      |      |      |      |      |      |      |      |      |      |      |      |      |      |
| David Valldeperas      | Director de Sálvame                      |      |      |      |      |      |      |      |      |      |      |      |      |      |      |      |
| Diego Arrabal          | Paparazzi                                |      |      |      |      |      |      |      |      |      |      |      |      |      |      |      |
| Alonso Caparrós        | Presentador                              |      |      |      |      |      |      |      |      |      |      |      |      |      |      |      |
| Carmen Borrego         | Directora i col·laboradora de televisió  |      |      |      |      |      |      |      |      |      |      |      |      |      |      |      |
| Rafa Mora              | Tronista de MYHYV                        |      |      |      |      |      |      |      |      |      |      |      |      |      |      |      |
| Jordi Martín           | Paparazzi                                |      |      |      |      |      |      |      |      |      |      |      |      |      |      |      |
| Laura Lago             | Periodista i reportera                   |      |      |      |      |      |      |      |      |      |      |      |      |      |      |      |
| Anabel Pantoja         | Neboda d'Isabel Pantoja                  |      |      |      |      |      |      |      |      |      |      |      |      |      |      |      |
| Gustavo González       | Periodista i paparazzi                   |      |      |      |      |      |      |      |      |      |      |      |      |      |      |      |
| Núria Marín            | Periodista i presentadora                |      |      |      |      |      |      |      |      |      |      |      |      |      |      |      |
| Antonio Montero        | Periodista i paparazzi                   |      |      |      |      |      |      |      |      |      |      |      |      |      |      |      |
| Omar Suárez            | Periodista i reporter                    |      |      |      |      |      |      |      |      |      |      |      |      |      |      |      |
| José Antonio León      | Periodista i reporter                    |      |      |      |      |      |      |      |      |      |      |      |      |      |      |      |
| Sergi Ferré            | Periodista i reporter                    |      |      |      |      |      |      |      |      |      |      |      |      |      |      |      |
| Antonio David Flores   | Col·laborador de televisió               |      |      |      |      |      |      |      |      |      |      |      |      |      |      |      |
| Beatriz Cortázar       | Periodista                               |      |      |      |      |      |      |      |      |      |      |      |      |      |      |      |
| Kiko Jiménez           | Tronista de MYHYV                        |      |      |      |      |      |      |      |      |      |      |      |      |      |      |      |
| Miguel Frigenti        | Periodista                               |      |      |      |      |      |      |      |      |      |      |      |      |      |      |      |
| Paloma Rando           | Redactora, columnista i guionista        |      |      |      |      |      |      |      |      |      |      |      |      |      |      |      |
| Valeria Vegas          | Escriptora i col·laboradora              |      |      |      |      |      |      |      |      |      |      |      |      |      |      |      |
| Laura Fa               | Periodista                               |      |      |      |      |      |      |      |      |      |      |      |      |      |      |      |
| Carmen Alcayde         | Periodista, actriu i presentadora        |      |      |      |      |      |      |      |      |      |      |      |      |      |      |      |
| Pipi Estrada           | Periodista                               |      |      |      |      |      |      |      |      |      |      |      |      |      |      |      |
| José Antonio Avilés    | Col·laborador                            |      |      |      |      |      |      |      |      |      |      |      |      |      |      |      |
| Pilar Vidal            | Periodista                               |      |      |      |      |      |      |      |      |      |      |      |      |      |      |      |
| Maestro Joao           | Vident                                   |      |      |      |      |      |      |      |      |      |      |      |      |      |      |      |
| Charo Vega             | Artista de la faràndula                  |      |      |      |      |      |      |      |      |      |      |      |      |      |      |      |
| Patricia Donoso        | Advocada i personalitat televisiva       |      |      |      |      |      |      |      |      |      |      |      |      |      |      |      |
| Cristina Porta         | Periodista i col·laboradora de televisió |      |      |      |      |      |      |      |      |      |      |      |      |      |      |      |
| Mayte Ametlla          | Periodista                               |      |      |      |      |      |      |      |      |      |      |      |      |      |      |      |

#### Col·laboradors només en secció
| Col·laboradors | Informació         | Anys | Anys | Anys | Anys | Anys | Anys | Anys | Anys | Anys | Anys | Anys | Anys | Anys | Anys | Anys |
| Col·laboradors | Informació         | 2009 | 2010 | 2011 | 2012 | 2013 | 2014 | 2015 | 2016 | 2017 | 2018 | 2019 | 2020 | 2021 | 2022 | 2023 |
| -------------- | ------------------ | ---- | ---- | ---- | ---- | ---- | ---- | ---- | ---- | ---- | ---- | ---- | ---- | ---- | ---- | ---- |
| Conchita Pérez | Poligrafista       |      |      |      |      |      |      |      |      |      |      |      |      |      |      |      |
| Cristina Soria | Periodista i coach |      |      |      |      |      |      |      |      |      |      |      |      |      |      |      |
| Josep Ferré    | Imitador           |      |      |      |      |      |      |      |      |      |      |      |      |      |      |      |

### Reporters
| Reporters       | Informació | Anys | Anys | Anys | Anys | Anys | Anys | Anys | Anys | Anys | Anys | Anys | Anys | Anys | Anys | Anys |
| Reporters       | Informació | 2009 | 2010 | 2011 | 2012 | 2013 | 2014 | 2015 | 2016 | 2017 | 2018 | 2019 | 2020 | 2021 | 2022 | 2023 |
| --------------- | ---------- | ---- | ---- | ---- | ---- | ---- | ---- | ---- | ---- | ---- | ---- | ---- | ---- | ---- | ---- | ---- |
| Fede Arias      | Reporter   |      |      |      |      |      |      |      |      |      |      |      |      |      |      |      |
| Omar Suárez     | Reporter   |      |      |      |      |      |      |      |      |      |      |      |      |      |      |      |
| Lorena Galdón   | Reportera  |      |      |      |      |      |      |      |      |      |      |      |      |      |      |      |
| Marta Aparicio  | Reportera  |      |      |      |      |      |      |      |      |      |      |      |      |      |      |      |
| Sergi Ferré     | Reporter   |      |      |      |      |      |      |      |      |      |      |      |      |      |      |      |
| María Martínez  | Reportera  |      |      |      |      |      |      |      |      |      |      |      |      |      |      |      |
| Antonio Lleida  | Reporter   |      |      |      |      |      |      |      |      |      |      |      |      |      |      |      |
| Toni Díaz       | Reporter   |      |      |      |      |      |      |      |      |      |      |      |      |      |      |      |
| Richard Pena    | Reporter   |      |      |      |      |      |      |      |      |      |      |      |      |      |      |      |
| Sandra Trompeta | Reportera  |      |      |      |      |      |      |      |      |      |      |      |      |      |      |      |
| Rocío Durán     | Reportera  |      |      |      |      |      |      |      |      |      |      |      |      |      |      |      |
| Lucía Tornero   | Reportera  |      |      |      |      |      |      |      |      |      |      |      |      |      |      |      |

## Especials

### La caja Deluxe
Va ser estrenada el 4 de febrer de 2011 com una secció dins del Deluxe. Aquesta secció estava basada en el format de La Fábrica de la Tele La caja, però es van fer canvis com la introducció de personatges famosos a les sessions psicològiques. Aquesta versió va ser prèviament titulada com La Caja Gold, abans de ser estrenada. Més tard, es va decidir introduir com una secció dins de Sálvame Deluxe. En les 12 primeres entregues hi van assistir com a convidats els col·laboradors habituals de Sálvame. Al juliol de 2011, es va gravar la segona temporada del format, titulada La Caja Deluxe 4D, amb convidats com Raquel Mosquera, Karina, Joselito, Leandro de Borbón, Ana Obregón, Leticia Sabater, Amor Romeira, Malena Gracia, Mari Cielo Pajares, Julio Iglesias Jr. i Almudena Martínez «Chiqui».

### Los ojos de Belén
Va ser un format de producció pròpia integrat dins del Deluxe i estava presentat per Belén Esteban. Va ser estrenat el 12 de maig de 2012 en horari de màxima audiència amb una quota de pantalla acumulada del 14,2% i va ser vist per 1,7 milions d'espectadors. Telecinco tenia previst emetre aquesta secció com un programa separat del Deluxe i havia de començar les seves emissions el 12 d'abril de 2013, però va ser cancel·lat temporalment pels problemes de salut de la col·laboradora.

### El camino de Rosa
Aquest especial mostrava l'experiència viscuda per Rosa Benito en el camí de Sant Jaume, dut a terme des de Sarria fins a Santiago de Compostel·la, amb una entrevista simultània realitzada per la resta de col·laboradors.

## Audiències
| Temporada                                       | Estrena                      | Final                        | Audiència                    | Audiència                    |
| Temporada                                       | Estrena                      | Final                        | Espectadors                  | Quota                        |
| Sálvame «golfo» (late night)                    | Sálvame «golfo» (late night) | Sálvame «golfo» (late night) | Sálvame «golfo» (late night) | Sálvame «golfo» (late night) |
| ----------------------------------------------- | ---------------------------- | ---------------------------- | ---------------------------- | ---------------------------- |
| 1                                               | 19 de març de 2009           | 31 de juliol de 2009         | 837 000                      | 21,3%                        |
| Sálvame Deluxe                                  |                              |                              |                              |                              |
| 1                                               | 7 d'agost de 2009            | 25 de desembre de 2009       | 1 941 000                    | 17,1%                        |
| 2                                               | 8 de gener de 2010           | 31 de desembre de 2010       | 1 700 000                    | 15,1%                        |
| 3                                               | 7 de gener de 2011           | 30 de desembre de 2011       | 1 975 000                    | 16,8%                        |
| 4                                               | 6 de gener de 2012           | 28 de desembre de 2012       | 1 861 000                    | 15,3%                        |
| 5                                               | 4 de gener de 2013           | 27 de desembre de 2013       | 2 049 000                    | 17,4%                        |
| 6                                               | 3 de gener de 2014           | 26 de desembre de 2014       | 2 208 000                    | 18,9%                        |
| 7                                               | 2 de gener de 2015           | 25 de desembre de 2015       | 2 202 000                    | 19,1%                        |
| 8                                               | 1 de gener de 2016           | 30 de desembre de 2016       | 2 007 000                    | 18,2%                        |
| 9                                               | 6 de gener de 2017           | 3 de març de 2017            | 1 906 000                    | 15,8%                        |
| Viernes Deluxe / Sábado Deluxe / Domingo Deluxe |                              |                              |                              |                              |
| 9                                               | 11 de març de 2017           | 30 de desembre de 2017       | 1 424 000                    | 14,7%                        |
| 10                                              | 5 de gener de 2018           | 29 de desembre de 2018       | 1 733 000                    | 16,3%                        |
| 11                                              | 5 de gener de 2019           | 28 de desembre de 2019       | 1 746 000                    | 17,2%                        |
| 12                                              | 4 de gener de 2020           | 26 de desembre de 2020       | 1 930 000                    | 16,8%                        |
| 13                                              | 2 de gener de 2021           | 25 de desembre de 2021       | 1 570 000                    | 15,5%                        |
| 14                                              | 1 de gener de 2022           | 24 de desembre de 2022       | 1 236 000                    | 12,7%                        |
| 15                                              | 7 de gener de 2023           | 14 de juliol de 2023         | 1 060 000                    | 11,5%                        |
| Mitjana                                         | Mitjana                      | Mitjana                      | 1 728 000                    | 16,5%                        |

- La mitjana de la 1a temporada de Sálvame «golfo» més la 1a temporada de Sálvame Deluxe és de 1 403 000 i 19,1%.
- La mitjana de l'any 2017 de Sálvame Deluxe i Sábado Deluxe, és de 1 511 000 i 14,9%.